# المقوطع (الشاهل)

تعديل مصدري - تعديل

المقوطع هي إحدى قرى عزلة جانب الشام بمديرية الشاهل التابعة لمحافظة حجة، بلغ تعداد سكانها 105 نسمة حسب تعداد اليمن لعام 2004.